# Serra Branca (kommun)
Serra Branca är en kommun i Brasilien.   Den ligger i delstaten Paraíba, i den östra delen av landet, 1 500 km nordost om huvudstaden Brasília. Antalet invånare är 12 971.
Omgivningarna runt Serra Branca är huvudsakligen savann. Runt Serra Branca är det glesbefolkat, med 11 invånare per kvadratkilometer.